# Estiotide

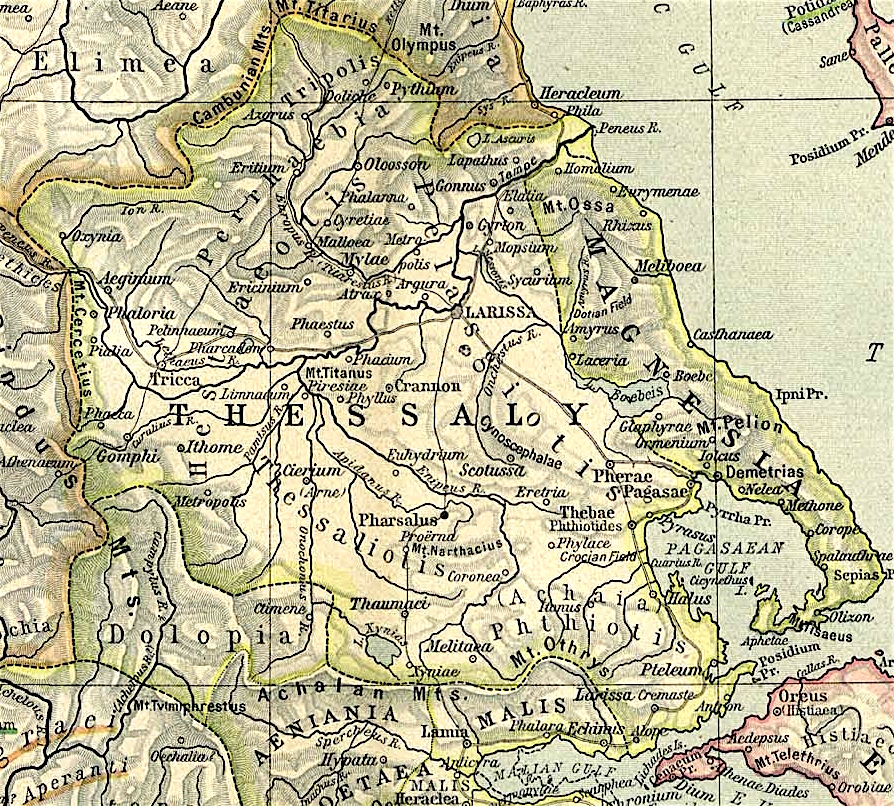
Estiotide nel nord-ovest della Tessaglia

L'Estieotide o Estiotide  (in greco antico: Ἱστιαιῶτις?)  o Hestiaeotis era il distretto di nord-ovest dell'antica Tessaglia, parte della tetrarchia tessalica, corrispondente all'incirca alla moderna Trikala. Tra le principali città e distretti si annoveravano: Aeginion, Trikka, Farkadona, Gomfoi, Pelinna, Metropolis, Faloria e Itome. Importanti santuari della regione troviamo quello di Asclepio a Trikala, di Afrodite Kastnia a Metropolis e di Zeus a Pelinna. Nel catalogo delle navi: "quelli che erano a capo di Tricca e Itome sulle falesie, e Ecalia, città di Oechalian Eurito, erano guidati da due figli di Asclepio, guaritori qualificati Podalirio e Macaone."
L'Estiotide viene menzionata per la prima volta da Erodoto, quando .. "ai tempi di Doro figlio di Elleno, i Dori erano nel territorio dei monti Ossa e Olimpo, noto come Estiotide. Poi vennero cacciati dall'Estiotide dai Cadmei e si stabilirono sul monte Pindo ...". Anche Strabone conferma che nell'antichità gli Estiotidi erano chiamati Dori, ma quando i Perrebi ne presero possesso, dopo aver già soggiogato gli Estioti in Eubea costringendo i suoi abitanti a migrare verso la terraferma, chiamarono il paese Estiotide dal nome del popolo, a causa del gran numero di queste persone che vi si stabilirono. Strabone aggiunge che Estiotide e Dolopia costituiscono la Tessaglia superiore, in linea retta con l'alta Macedonia, come la bassa Tessaglia lo è con la bassa Macedonia.
Secondo l'epigrafia, il nome regionale ricorre in Hestiōtai, ambasciatore ad Atene e Histiōtai nel decreto tessalo del grano per Roma (vedi Pelasgiotide), ma nomi simili sono anche relativi a Istiea, un demo Attico e a una città del nord dell'Eubea. 